# Shuttle-Mir-Programm

Module der Raumstation Mir, an die gerade ein Space Shuttle angedockt ist.

Das Shuttle-Mir-Programm umfasste elf Missionen des Space Shuttles der NASA in den Jahren von 1994 bis 1998, wobei bei neun davon das Shuttle an die russische Raumstation Mir andockte. Außerdem flogen insgesamt sieben US-Raumfahrer Langzeitmissionen auf der Mir mit einer Dauer von jeweils etwa einem halben Jahr. Das Shuttle-Mir-Programm wird von der NASA als Phase 1 des ISS-Projekts bezeichnet. Es stellte die erste umfangreiche Zusammenarbeit im Weltraum zwischen den Supermächten USA und Russland seit dem Apollo-Sojus-Projekt dar.

## Geschichte
Nach den ersten Projekten der USA in der bemannten Raumfahrt mit dem Mercury-, Gemini- und dem Apollo-Programm, das zur ersten bemannten Mondlandung führte, setzte die NASA ab 1981 auf das Space Shuttle als wichtigstes Transportmittel für Menschen ins All. Die amerikanischen Mondlandungen markierten vorerst ein Ende des Wettlaufs ins All zwischen den USA und der Sowjetunion und den Beginn einer Entspannungspolitik im Kalten Krieg.
Erster Meilenstein in dieser Richtung war das Apollo-Sojus-Projekt, in dem es zur ersten direkten Kopplung eines amerikanischen und eines sowjetischen Raumschiffs in der Erdumlaufbahn kam.
Während in den 1970er und 1980er Jahren die Sowjetunion eher auf die Entwicklung großer Raumstationen wie der Saljut oder Mir setzte, verschlang das Space-Shuttle-Projekt die meisten Gelder der NASA. Insofern hatte die US-Raumfahrt auch zu Beginn der 1990er Jahre – nach dem Zusammenbruch der Sowjetunion – ein Defizit bei den Erfahrungen über Langzeitaufenthalte im All und den langfristigen Betrieb und die Versorgung einer Raumstation im Erdorbit.
Diese Situation sowie anhaltende Budgetprobleme bei der jetzt nur noch russischen Raumfahrt bildeten den Nährboden für das Shuttle-Mir-Programm. Die gute Zusammenarbeit ermöglichte es den USA, Erfahrungen mit Raumstationsbetrieb zu sammeln, die direkt in die Entwicklung des amerikanischen Segments der Internationalen Raumstation (ISS) flossen.

## Shuttle-Mir beginnt

Plakette

Am 17. Juni 1992 unterzeichnen der damalige US-Präsident George Bush sowie sein russischer Amtskollege Boris Jelzin das Agreement between the United States of America and the Russian Federation Concerning Cooperation in the Exploration and Use of Outer Space for Peaceful Purposes (frei übersetzt: „Vereinbarung zwischen den USA und Russland über eine Kooperation bei der Erforschung und der Nutzung des Weltraums für friedliche Zwecke“). Hauptbestandteil dieser Vereinbarung ist eine „Mission von Space Shuttle und der Mir-Station, bei der US-Astronauten und russische Kosmonauten beteiligt sind“.
Die erste Mission des Shuttle-Mir-Programms war STS-60 im Februar 1994, bei der mit Sergei Krikaljow zum ersten Mal ein russischer Kosmonaut mit einem Shuttle flog. STS-60 näherte sich jedoch noch nicht der Mir-Station, dies war erst bei der nächsten Shuttle-Mir-Mission STS-63 der Fall, als sich die Discovery im Februar 1995 bis auf 12,2 m der Raumstation näherte, ohne jedoch anzudocken. Am 14. März 1995 flog Norman Thagard als erster US-Astronaut mit dem russischen Raumschiff Sojus TM-21 zur Raumstation Mir und verbrachte dort etwa vier Monate.
Am 27. Juni 1995 war es schließlich soweit: Die Atlantis hob auf der Mission STS-71 zur Mir ab. Sie dockte zwei Tage später an die Station an und blieb sechs Tage angedockt, bis sie wieder zur Erde zurückkehrte. Dabei wurde die Besatzung der Mir ausgetauscht.
Bereits bei der nächsten Mission STS-74 wurde ein spezielles Shuttle-Andockmodul (SDM) zur Mir geliefert, mit dem das Andockmanöver wesentlich vereinfacht wurde. Das SDM wurde gemeinsam von Russen und Amerikanern entwickelt und stellt das erste international gefertigte Raumstationsmodul dar.
Die nächsten Shuttle-Missionen dienten dazu, einen US-Astronauten zu einem Langzeitaufenthalt auf die Mir zu bringen bzw. wieder abzuholen. Zusätzlich waren während des Austauschs der russischen Besatzung auch Gäste aus Frankreich (Claudie Haigneré und Léopold Eyharts) oder Deutschland (Reinhold Ewald) an Bord der Mir.
Das Shuttle-Mir-Programm endete im Juni 1998 und wurde durch die Zusammenarbeit beim Bau der Internationalen Raumstation abgelöst.

## Liste der Shuttle-Mir-Missionen
| Datum                  | Mission            | Mir-Hinflug für                                       | Mir-Rückflug für                                      | Bemerkung                                                               |
| ---------------------- | ------------------ | ----------------------------------------------------- | ----------------------------------------------------- | ----------------------------------------------------------------------- |
| Februar 1994           | STS-60 (Discovery) | –                                                     | –                                                     | kein Flug zur Mir, Sergei Krikaljow erster Russe an Bord eines Shuttles |
| Februar 1995           | STS-63 (Discovery) | –                                                     | –                                                     | Annäherungs-Test, keine Kopplung                                        |
| März–September 1995    | Sojus TM-21        | Wladimir Deschurow, Gennadi Strekalow, Norman Thagard | Nikolai Budarin, Anatoli Solowjow                     | erster Amerikaner an Bord einer Sojus                                   |
| Juni/Juli 1995         | STS-71 (Atlantis)  | Nikolai Budarin, Anatoli Solowjow                     | Wladimir Deschurow, Gennadi Strekalow, Norman Thagard | erste Kopplung an der Mir                                               |
| November 1995          | STS-74 (Atlantis)  | –                                                     | –                                                     |                                                                         |
| März 1996              | STS-76 (Atlantis)  | Shannon Lucid                                         | –                                                     |                                                                         |
| September 1996         | STS-79 (Atlantis)  | John Blaha                                            | Shannon Lucid                                         |                                                                         |
| Januar 1997            | STS-81 (Atlantis)  | Jerry Linenger                                        | John Blaha                                            |                                                                         |
| Mai 1997               | STS-84 (Atlantis)  | Michael Foale                                         | Jerry Linenger                                        |                                                                         |
| September/Oktober 1997 | STS-86 (Atlantis)  | David Wolf                                            | Michael Foale                                         |                                                                         |
| Januar 1998            | STS-89 (Endeavour) | Andrew Thomas                                         | David Wolf                                            |                                                                         |
| Juni 1998              | STS-91 (Discovery) | –                                                     | Andrew Thomas                                         |                                                                         |